# Selección femenina de fútbol sub-17 de Argentina
La selección femenina de fútbol sub-17 de Argentina es una de las categorías inferiores de la selección femenina de fútbol de Argentina. Está conformada por jugadoras convocadas de nacionalidad argentina, menores de 17 años de edad. 
Esta selección representa a la Asociación del Fútbol Argentino (AFA) en la Copa Mundial Sub-17 y en el Campeonato Sudamericano Sub-17. Jamás se ha clasificado para un mundial de la categoría, mientras que sus mejores participaciones en el Campeonato Sudamericano ocurrieron en 2008 y 2012 cuando finalizó en el cuarto lugar.

## Estadísticas

### Copa Mundial Sub-17
| Edición    | Mejor resultado     | Pos.                | PJ                  | PG                  | PE                  | PP                  | GF                  | GC                  | Dif.                | Goleadora           |
| ---------- | ------------------- | ------------------- | ------------------- | ------------------- | ------------------- | ------------------- | ------------------- | ------------------- | ------------------- | ------------------- |
| 2008       | No clasificó        | No clasificó        | No clasificó        | No clasificó        | No clasificó        | No clasificó        | No clasificó        | No clasificó        | No clasificó        | No clasificó        |
| 2010       | No clasificó        | No clasificó        | No clasificó        | No clasificó        | No clasificó        | No clasificó        | No clasificó        | No clasificó        | No clasificó        | No clasificó        |
| 2012       | No clasificó        | No clasificó        | No clasificó        | No clasificó        | No clasificó        | No clasificó        | No clasificó        | No clasificó        | No clasificó        | No clasificó        |
| 2014       | No clasificó        | No clasificó        | No clasificó        | No clasificó        | No clasificó        | No clasificó        | No clasificó        | No clasificó        | No clasificó        | No clasificó        |
| 2016       | No clasificó        | No clasificó        | No clasificó        | No clasificó        | No clasificó        | No clasificó        | No clasificó        | No clasificó        | No clasificó        | No clasificó        |
| 2018       | No clasificó        | No clasificó        | No clasificó        | No clasificó        | No clasificó        | No clasificó        | No clasificó        | No clasificó        | No clasificó        | No clasificó        |
| 2022       | No clasificó        | No clasificó        | No clasificó        | No clasificó        | No clasificó        | No clasificó        | No clasificó        | No clasificó        | No clasificó        | No clasificó        |
| 2024       | No clasificó        | No clasificó        | No clasificó        | No clasificó        | No clasificó        | No clasificó        | No clasificó        | No clasificó        | No clasificó        | No clasificó        |
| 2025       | No clasificó        | No clasificó        | No clasificó        | No clasificó        | No clasificó        | No clasificó        | No clasificó        | No clasificó        | No clasificó        | No clasificó        |
| 2026       | Por definir         | Por definir         | Por definir         | Por definir         | Por definir         | Por definir         | Por definir         | Por definir         | Por definir         | Por definir         |
| Total: 0/8 | Sin participaciones | Sin participaciones | Sin participaciones | Sin participaciones | Sin participaciones | Sin participaciones | Sin participaciones | Sin participaciones | Sin participaciones | Sin participaciones |

### Campeonato Sudamericano Sub-17
| Edición    | Mejor resultado | Pos. | PJ | PG | PE | PP | GF | GC | Dif. | Goleadora                                            |
| ---------- | --------------- | ---- | -- | -- | -- | -- | -- | -- | ---- | ---------------------------------------------------- |
| 2008       | Cuarto lugar    | 4°   | 7  | 4  | 0  | 3  | 15 | 13 | +2   | Mariana Larroquette: 4                               |
| 2010       | Primera fase    | 5°   | 4  | 2  | 1  | 1  | 5  | 4  | +1   | Betina Fernanda Soriano: 3                           |
| 2012       | Cuarto lugar    | 4°   | 7  | 3  | 0  | 4  | 11 | 17 | -6   | A. Benítez y E. Cabrera: 3                           |
| 2013       | Fase Previa     | 7°   | 4  | 0  | 3  | 1  | 4  | 6  | -2   | L. Benítez, M. Benítez, M. Cabrera y I. Hernández: 1 |
| 2016       | Primera fase    | 9°   | 4  | 0  | 1  | 3  | 2  | 10 | -8   | M. Benítez y L. Florencia Muñoz: 1                   |
| 2018       | Primera fase    | 7°   | 4  | 1  | 1  | 2  | 4  | 8  | -4   | Chiara Singarella: 2                                 |
| 2022       | Primera fase    | 5°   | 4  | 2  | 1  | 1  | 6  | 4  | +2   | D. Lombardi y K. Núñez: 2                            |
| 2024       | Primera fase    | 7°   | 4  | 1  | 2  | 1  | 4  | 3  | +1   | Morena Lomba: 2                                      |
| 2025       | Primera fase    | 7°   | 4  | 1  | 2  | 1  | 4  | 5  | -1   | A. Paz, D. Cardozo Álvarez, O. Gómez y V. Álvarez: 1 |
| Total: 9/9 | Cuarto lugar: 2 |      | 42 | 14 | 11 | 17 | 55 | 70 | -15  | Mariana Larroquette: 4                               |

## Últimos partidos y próximos encuentros
- Partidos de la selección Argentina en los últimos 12 meses y los próximos encuentros.

Leyenda     Victoria         Empate         Derrota         Próximo

### 2024
| Partido amistoso; 18 de diciembre de 2024 | Argentina     | 1:2     | Chile                         | Predio Lionel Andrés Messi, Ezeiza (Argentina) |  |
| 09:30 ART (UTC−3)                         | - Delgado 50' | Reporte | - C. Muñoz 42' - Y. Muñoz 89' |                                                |  |

| Partido amistoso; 20 de diciembre de 2024 | Argentina               | 3:3     | Chile                                  | Predio Lionel Andrés Messi, Ezeiza (Argentina) |  |
| 09:30 ART (UTC−3)                         | - Lomba ?', ?' - Diz ?' | Reporte | - Farias 60' - C. Muñoz 67' - Crot 90' |                                                |  |

### 2025
| Partido amistoso; 11 de marzo de 2025 | Uruguay | 0:1     | Argentina | Estadio Parque Capurro, Montevideo (Uruguay) |  |
| 16:30 UYT (UTC−3)                     |         | Reporte | - Diz 8'  |                                              |  |

| Partido amistoso; 13 de marzo de 2025 | Uruguay | 0:2     | Argentina               | Complejo Pichincha, Montevideo (Uruguay) |  |
| 09:00 UYT (UTC−3)                     |         | Reporte | - Gómez 31' - Paz 90+1' |                                          |  |

| Campeonato Sudamericano Sub-17 Primera fase; 30 de abril de 2025 | Colombia                              | 2:2     | Argentina                            | Estadio Palogrande, Manizales (Colombia) |                           |
| 19:00 COT (UTC-5)                                                | - Martínez 86' (pen.) - Baldovino 90' | Reporte | - Paz 18' - D. Cardozo Álvarez 90+2' | Árbitra: Andreza Siqueira                | Árbitra: Andreza Siqueira |

| Campeonato Sudamericano Sub-17 Primera fase; 2 de mayo de 2025 | Argentina | 0:2     | Paraguay                             | Estadio Palogrande, Manizales (Colombia) |                             |
| 16:30 COT (UTC-5)                                              |           | Reporte | - Maldonado 7' (a.g.) - Martínez 76' | Árbitra: Nohelia Giacomazzi              | Árbitra: Nohelia Giacomazzi |

| Campeonato Sudamericano Sub-17 Primera fase; 4 de mayo de 2025 | Argentina | 0:0     | Venezuela | Estadio Palogrande, Manizales (Colombia) |                           |
| 19:00 COT (UTC-5)                                              |           | Reporte |           | Árbitra: Wilma Balderrama                | Árbitra: Wilma Balderrama |

| Campeonato Sudamericano Sub-17 Primera fase; 9 de mayo de 2025 | Chile        | 1:2     | Argentina                              | Estadio Palogrande, Manizales (Colombia) |                             |
| 19:00 COT (UTC-5)                                              | - Flores 86' | Reporte | - O. Gómez 23' (pen.) - V. Álvarez 70' | Árbitra: María Belén Lupera              | Árbitra: María Belén Lupera |

## Jugadoras

### Última convocatoria
- Las siguientes 22 jugadoras fueron convocadas para disputar el Campeonato Sudamericano Femenino Sub-17 de 2025.[2][3]

| No. | Pos.           | Nombre                | Fecha de nacimiento (edad)         | Club                          |
| --- | -------------- | --------------------- | ---------------------------------- | ----------------------------- |
| 1   | Guardameta     | Paulina Aprile        | 13 de mayo de 2008 (16 años)       | Rosario Central               |
| 12  | Guardameta     | Julia Zaldarriaga     | 15 de diciembre de 2008 (16 años)  | Players Development Academy   |
| 22  | Guardameta     | Araceli Saleme        | 1 de diciembre de 2009 (15 años)   | River Plate                   |
| 2   | Defensa        | Agustina Maldonado    | 19 de marzo de 2009 (16 años)      | All Boys (La Pampa)           |
| 3   | Defensa        | Sofía Hanashiro       | 12 de febrero de 2008 (17 años)    | River Plate                   |
| 4   | Defensa        | Sofía Quiroga         | 15 de mayo de 2008 (16 años)       | River Plate                   |
| 6   | Defensa        | Costanza Pacheco      | 29 de abril de 2008 (17 años)      | Boca Juniors                  |
| 13  | Defensa        | Ana Noya Inze         | 5 de enero de 2009 (16 años)       | Belgrano                      |
| 14  | Defensa        | Ludmila Cardozo       | 5 de enero de 2009 (16 años)       | Boca Juniors                  |
| 17  | Defensa        | Oriana Gómez          | 18 de enero de 2009 (16 años)      | San Lorenzo                   |
| 5   | Centrocampista | Zoe Gómez             | 16 de septiembre de 2008 (16 años) | Ferro                         |
| 8   | Centrocampista | Renata Barletta       | 17 de septiembre de 2009 (15 años) | Platense                      |
| 15  | Centrocampista | Julieta De Lucía      | 9 de febrero de 2008 (17 años)     | Talleres                      |
| 16  | Centrocampista | Agustina Suárez       | 1 de noviembre de 2008 (16 años)   | Banfield                      |
| 21  | Centrocampista | Oriana Bralo          | 12 de febrero de 2009 (16 años)    | Boca Juniors                  |
| 7   | Delantero      | Julieta Aguilar       | 29 de julio de 2010 (14 años)      | Newell's                      |
| 9   | Delantero      | Annika Paz            | 16 de noviembre de 2008 (16 años)  | River Plate                   |
| 10  | Delantero      | María Dolores Delgado | 17 de abril de 2008 (17 años)      | Atlético de Madrid            |
| 11  | Delantero      | Violeta Álvarez       | 28 de abril de 2009 (16 años)      | Boca Juniors                  |
| 18  | Delantero      | Dafne Cardozo Álvarez | 6 de enero de 2010 (15 años)       | River Plate                   |
| 19  | Delantero      | Lara Luna             | 9 de junio de 2008 (16 años)       | Banfield                      |
| 20  | Delantero      | Giselle White         | 29 de mayo de 2008 (16 años)       | Santa Rosa United Soccer Club |

| Cuerpo técnico                    | Cuerpo técnico                            |
| --------------------------------- | ----------------------------------------- |
| Entrenador: Christian Meloni      | Asistente: Esteban Pizzi                  |
| Preparador físico: Gabriel Denava | Entrenador de arqueros: Enrique Yamashita |

## Palmarés
| Competición                    | Títulos | Subcampeonatos | Tercer lugar | Cuarto lugar    |
| ------------------------------ | ------- | -------------- | ------------ | --------------- |
| Copa Mundial Sub-17            | —       | —              | —            | —               |
| Campeonato Sudamericano Sub-17 | —       | —              | —            | 2 (2008 y 2012) |
| Total                          | —       | —              | —            | 2               |